# Guillaume I xứ Normandie
Guillaume I xứ Normandie, Guillaume I Kiếm dài (tiếng Pháp: Guillaume Longue-Épée; tiếng La Tinh: Willermus Longa Spata; tiếng Bắc Âu cổ: Vilhjálmr Langaspjót; tiếng Anh: William Longsword; 893 - 17 tháng 12 năm 942) là nhà cai trị thứ 2 của Xứ Normandy, tiếp sau cha của mình, Rollo. Ông tại vị từ năm 927 cho đến khi bị ám sát vào năm 942.
Đôi khi, ông được gọi là "Công tước xứ Normandy" một cách ngớ ngẩn, vì trên thực tế tước hiệu Công tước (dux) không được sử dụng phổ biến cho đến thế kỷ XI.  Vào thời điểm đó, William nhận tước hiệu Bá tước (tiếng Latinh comes) xứ Rouen.  Nhà biên niên sử Flodoard, luôn gọi cả Rollo và William là các Thân vương (principes) của người Norse - một nhóm dân tộc ở Bắc Đức, những người nói tiếng Bắc Âu cổ và tổ tiên là người Scandinavi.

## Xuất thân
William Kiếm dài sinh ra ở "nước ngoài" cha ông là Rollo, một nhà lãnh đạo người Viking (khi đó ông vẫn là người ngoại đạo) và vợ ông là Poppa xứ Bayeux. Nhà sử học Dudo xứ Saint-Quentin trong cuốn sách của ông về các Công tước xứ Normandy đã mô tả Poppa là con gái của Bá tước Berengar, vị thân vương thống trị vùng đó. Trong Annales Rouennaises (Biên niên sử xứ Rouen) thế kỷ XI, bà được mô tả là con gái của Guy, Bá tước xứ Senlis.[10] Nguồn gốc của bà là không chắc chắn. William đã được rửa tội theo Cơ Đốc giáo, có lẽ cùng thời điểm với cha mình, theo Orderic Vitalis mốc thời gian này là vào năm 912, người chủ trì buổi lễ là Franco, Tổng giám mục xứ Rouen.